# Rives-en-Seine
Rives-en-Seine este o comună nouă franceză situată în departamentul Seine-Maritime, în regiunea Normandia, formată la 1 ianuarie 2016 prin fuziunea localităților Caudebec-en-Caux, Saint-Wandrille-Rançon și Villequier.

## Geografie
Rives-en-Seine face parte din Parcul natural regional Boucles de la Seine normande.

### Comune limitrofe
| Saint-Arnoult Port-Jérôme-sur-Seine | Maulévrier-Sainte-Gertrude                      | Louvetot Saint-Martin-de-l'If Touffreville-la-Corbeline |
| Port-Jérôme-sur-Seine               |                                                 | Sainte-Marguerite-sur-Duclair                           |
| Sena Norville Vatteville-la-Rue     | Sena Arelaune-en-Seine Notre-Dame-de-Bliquetuit | Sena Le Trait                                           |

### Clima
În 2010, clima comunei este de tip oceanic alterat, conform unui studiu al CNRS bazat pe o serie de date care acoperă perioada 1971-2000. În 2020, Météo-France a publicat o tipologie a climei din Franța metropolitană, în care comuna este expusă unei clime oceanice și se află în regiunea climatică Côtes de la Manche orientală, caracterizată printr-o slabă însorire (1.550 ore/an); umiditate ridicată a aerului (peste 20 ore/zi cu umiditate relativă > 80 % în timpul iernii) și vânturi puternice frecvente. În paralel, GIEC Normand, un grup regional de experți în climat, diferențiază la rândul său, într-un studiu din 2020, trei tipuri majore de climă pentru regiunea Normandia, nuanțate la o scară mai fină de factorii geografici locali. Conform acestei împărțiri, comuna este expusă unui „climat contrastant al colinelor”, corespunzător regiunilor Pays d’Auge, Lieuvin și Roumois, mai puțin direct supuse fluxurilor oceanice, dar cu precipitații destul de marcate datorită reliefului colinar care favorizează formarea acestora.
Pentru perioada 1971-2000, temperatura medie anuală este de 10,7 °C, cu o amplitudine termică anuală de 13,5 °C. Cantitatea medie anuală de precipitații este de 839 mm, cu 12,6 zile de precipitații în ianuarie și 8,2 zile în iulie. Pentru perioada 1991-2020, temperatura medie anuală observată la stația meteorologică situată în comuna Jumièges la 12 km distanță în linie dreaptă, este de 12,2 °C, iar cantitatea medie anuală de precipitații este de 843,5 mm. Pentru viitor, parametrii climatici estimati pentru comună pentru anul 2050, conform diferitelor scenarii de emisii de gaze cu efect de seră, pot fi consultati pe un site dedicat publicat de Météo-France în noiembrie 2022.

## Urbanism

### Tipologie
La 1 ianuarie 2024, Rives-en-Seine este categorisită drept comună rurală cu habitat dispersat, conform noii grile comunale de densitate în șapte niveluri definită de INSEE (Institutul Național de Statistică și Studii Economice) în 2022. Aceasta aparține unității urbane Rives-en-Seine, o unitate urbană monocomunală care constituie un oraș izolat și în afara zonelor metropolitane a orașelor.

### Transporturi
Podul Brotonne, unul dintre cele trei poduri rutiere peste Sena în aval de Rouen, este situat pe teritoriul comunei.

## Toponimie
Rives-en-Seine este un neo-toponim. Cele trei localități care compun noua comună sunt toate situate pe „malul Senei”.

## Istorie
Comuna nouă, rezultată din reunirea celor trei comune Caudebec-en-Caux, Saint-Wandrille-Rançon și Villequier, care devin cu această ocazie comune delegate, a fost creată la 1 ianuarie 2016 printr-un ordin prefectoral din 7 decembrie 2015.
Această fuziune are scopul nu doar de a permite colaborarea pentru mutualizarea resurselor între diferitele comune și de a implementa proiectele conform documentului votat la crearea noii comune, ci și de a face comuna mai puternică în cadrul intercomunității, într-un context de evoluții profunde ale peisajului colectivităților. Menținerea alocațiilor și bonificația de 5 % a acesteia (în aplicarea Legii Pélissard-Pires Beaune) reprezintă un avantaj suplimentar, deși nu constituie baza creării acestui grup.
Prin decizia din 27 iunie 2019, curtea administrativă de apel din Douai a anulat decizia prefecturală de creare a comunei Rives-en-Seine luată la 16 decembrie 2015, deoarece consultarea instanțelor paritare ale personalului nu a fost organizată. Decizia de anulare a intrat în vigoare la 1 decembrie 2019. Consultarea fiind între timp realizată, prefectul a emis la 31 decembrie 2019 un nou ordin de creare a comunei noi.

## Populația și societatea

### Date demografice
| An        | 2016 | 2017 | 2018 | 2019 | 2020 | 2021 |
| --------- | ---- | ---- | ---- | ---- | ---- | ---- |
| Populație | 4143 | 4259 | 4203 | 4148 | 4092 | 4078 |

## Cultura și patrimoniul local

### Locuri si monumente

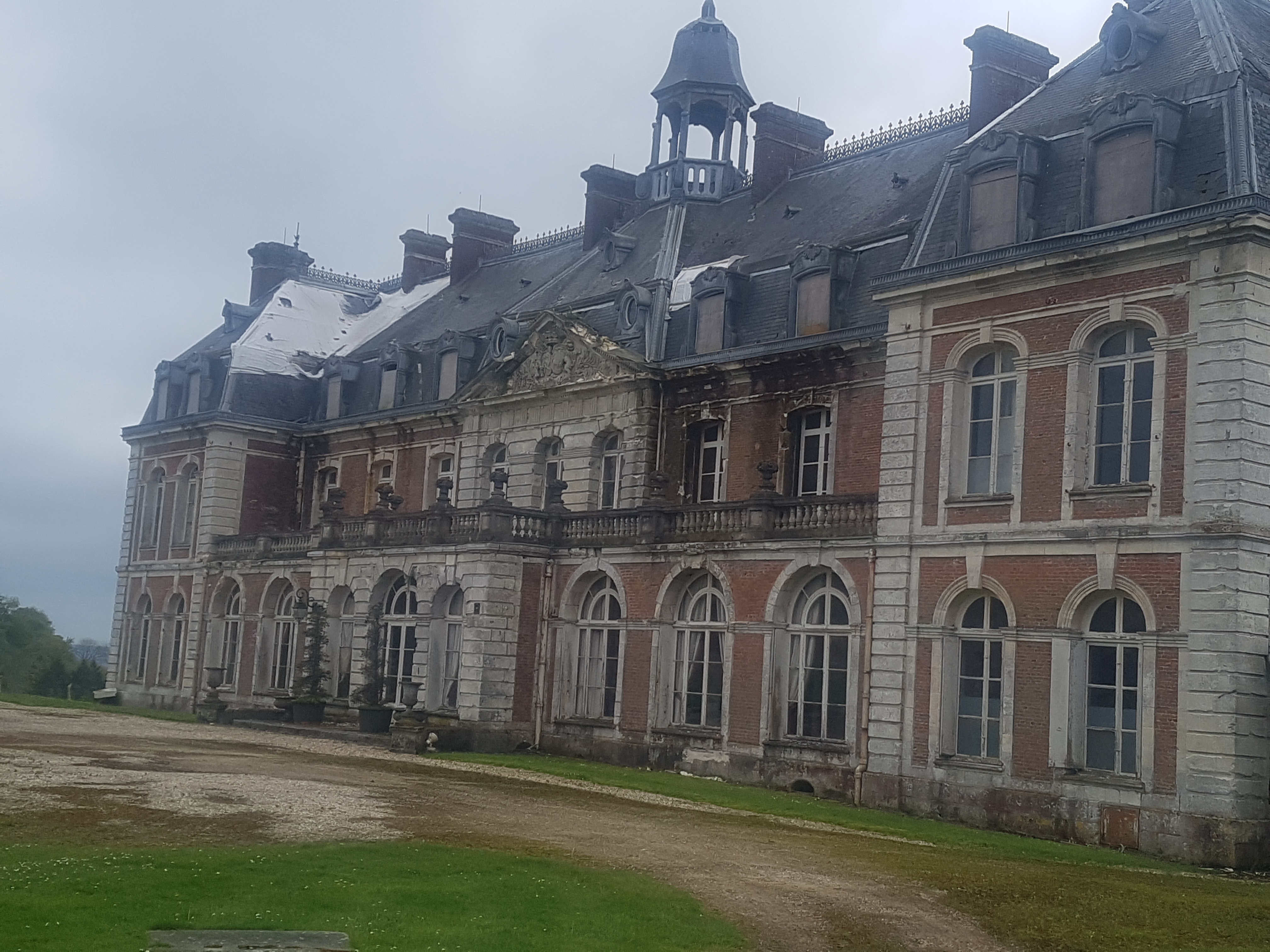
Biserica Notre-Dame din Caudebec-en-Caux.
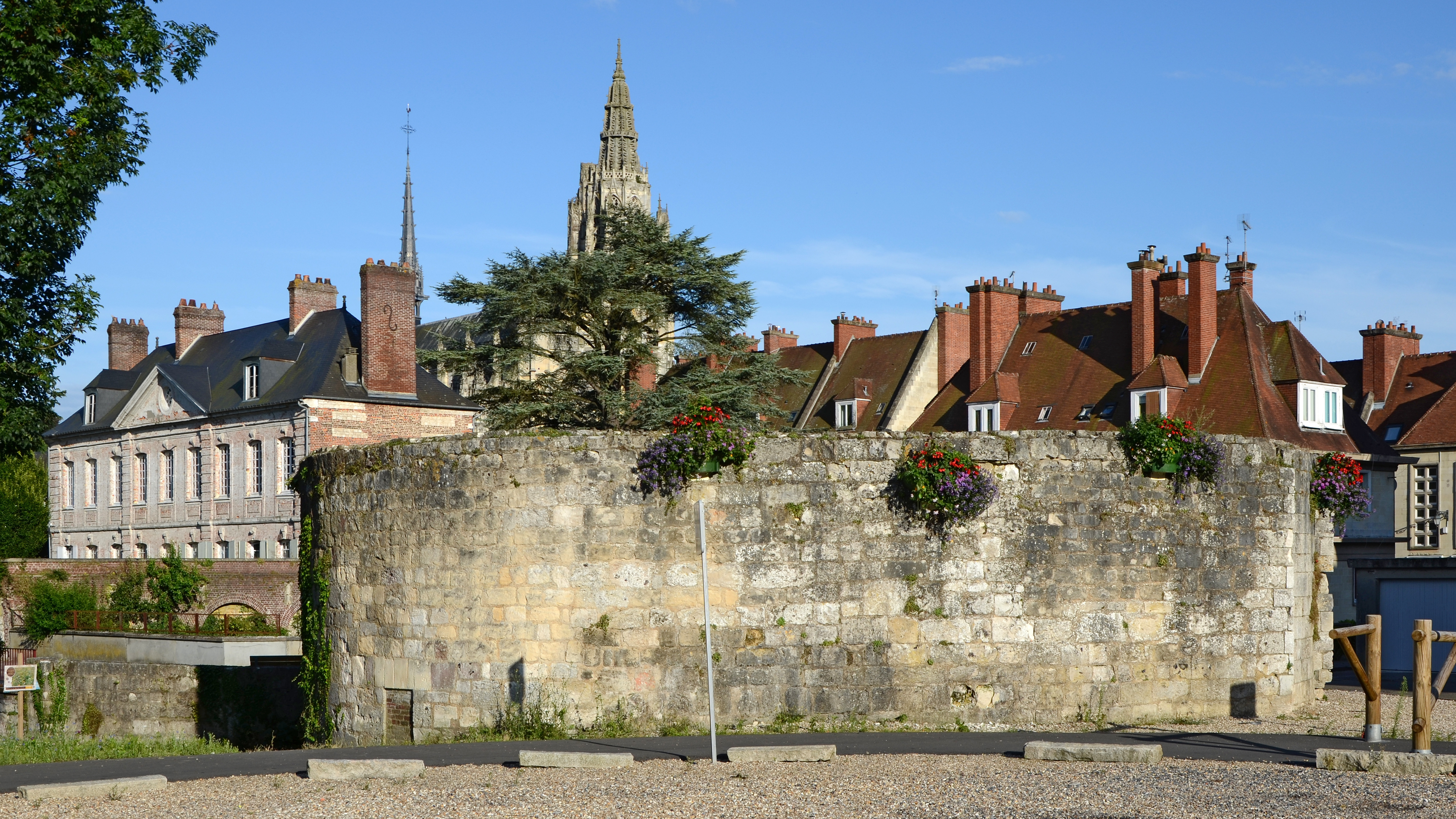
Abatia Saint-Wandrille de Fontenelle.
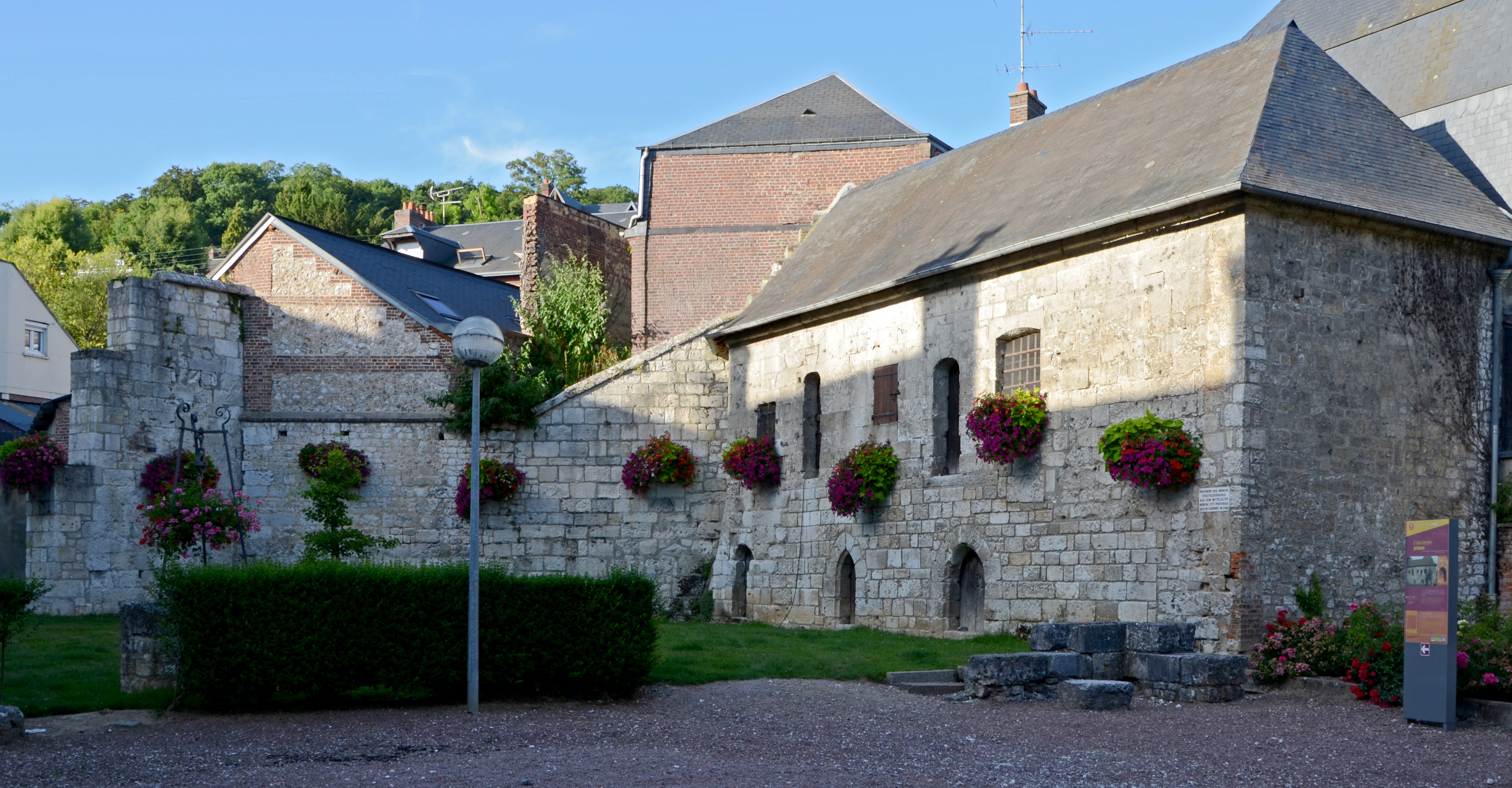
Mănăstirea de la Loge din Caudebec.
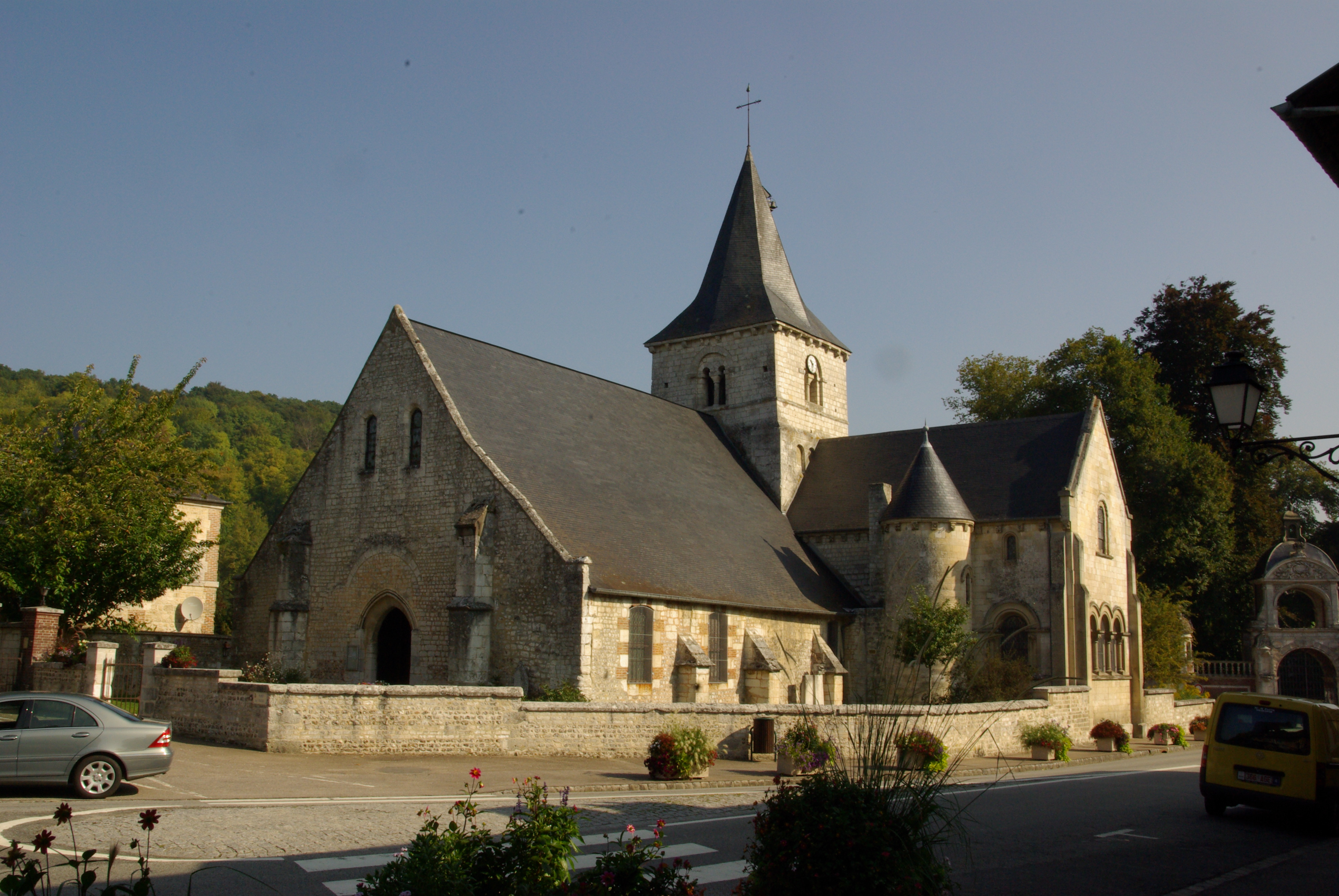
Biserica Saint-Martin din Villequier.
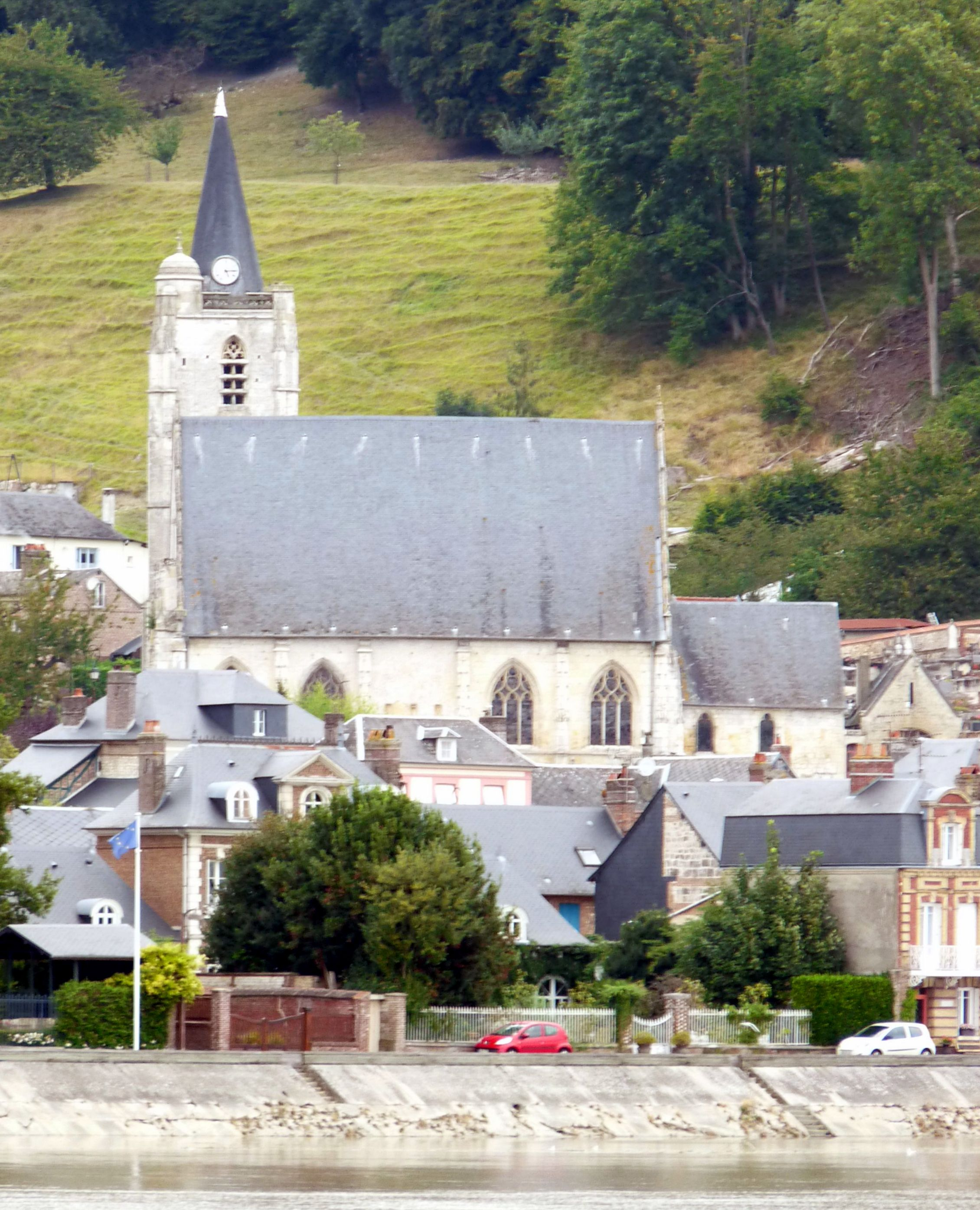
Biserica Notre-Dame din Rançon.
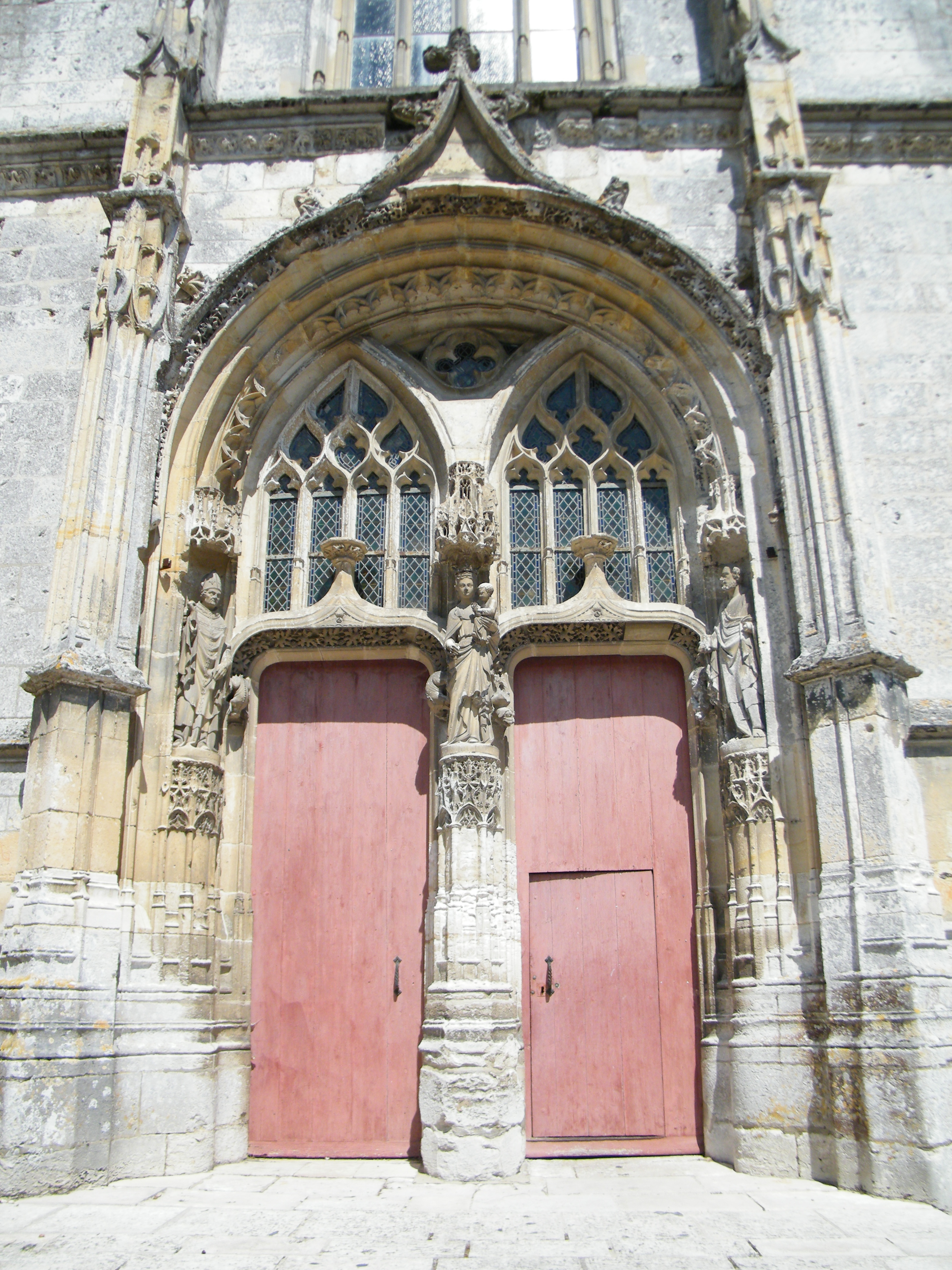
Castelul din Villequier.

- Castelul din Villequier.
- Vestigii ale turnului din Harfleur la Caudebec.
- Fosta Judecătorie și închisoare, Caudebec-en-Caux.
- Biserica din Saint-Wandrille.
- Biserica din Villequier.
- Portalul bisericii din Villequier.